# Saint-Hilaire-du-Harcouët
Saint-Hilaire-du-Harcouët est, depuis le 1er janvier 2016, une commune nouvelle française située dans le département de la Manche en région Normandie, peuplée de 5 735 habitants.
Elle est issue du regroupement de trois communes : l'ancienne commune de Saint-Hilaire-du-Harcouët, Saint-Martin-de-Landelles, et Virey.
Ses habitants sont appelés les Saint-Hilairiens.

## Géographie

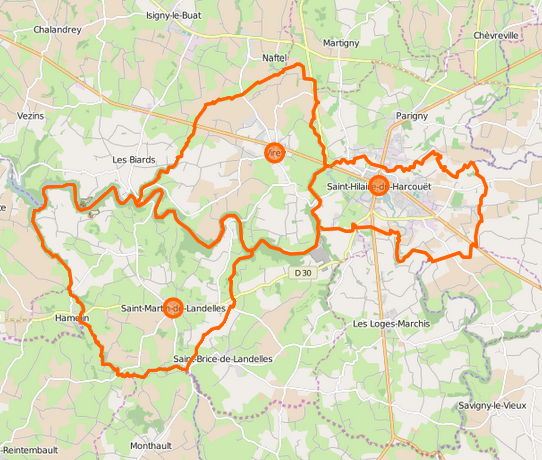
Les communes déléguées de Saint-Hilaire-du-Harcouët.

### Localisation
La ville est située au confluent de la Sélune et de l'Airon, au sud de l'Avranchin, au carrefour de trois régions, provinces : la Normandie, la Bretagne et les Pays de la Loire. Son bourg est à 15 km sud-ouest de Mortain, à 25 km sud-est d'Avranches, à 28 km au nord de Fougères et à 38 km à l'ouest de Domfront.

### Communes limitrophes
| Grandparigny                                              | Isigny-le-Buat                             |          |
| Hamelin Saint-Laurent-de-Terregatte                       | Saint-Hilaire-du-Harcouët                  | Lapenty  |
| Monthault Saint-Georges-de-Reintembault (Ille-et-Vilaine) | Les Loges-Marchis Saint-Brice-de-Landelles | Moulines |

### Hydrographie
La commune est située dans le bassin Seine-Normandie. Elle est drainée par la Sélune, l'Airon, la Douenne, le Lair, l'Yvrande, l'Airon, le cours d'eau 01 de la Boudrais, le cours d'eau 04 des Haies, le fossé 01 de Huardière, le fossé 01 de la Béduaudière, le fossé 01 de la Guéraudais, le fossé 01 de la Potinais, le fossé 01 de l'Ange Michel, le fossé 01 des Pare-Balles, le fossé 01 du Faix, le fossé 01 du Moulin de la République, le fossé 02 de la Gontrais, le fossé 02 de Maudouet, le fossé 02 des Douets, le fossé 02 des Esnaudières, le fossé 02 du Grand Chemin, le fossé 14 des Landes, le fossé 20 de la Motte, le ruisseau du Jariot et divers autres petits cours d'eau,.
La Sélune, d'une longueur de 85 km, prend sa source dans la commune de Saint-Cyr-du-Bailleul et se jette  dans la Sée en limite de Courtils et de Vains, après avoir traversé 15 communes. Les caractéristiques hydrologiques de la Sélune sont données par la station hydrologique située sur la commune de Mortain-Bocage. Le débit moyen mensuel est de 2,71 m3/s. Le débit moyen journalier maximum est de 28 m3/s, atteint lors de la crue du 28 décembre 1999. Le débit instantané maximal est quant à lui de 42,9 m3/s, atteint le 11 juin 1993.
L'Airon, d'une longueur de 42 km, prend sa source dans la commune de Saint-Berthevin-la-Tannière et se jette  dans la Sélune sur la commune, après avoir traversé douze communes. 
La Douenne, d'une longueur de 14 km, prend sa source dans la commune de Reffuveille et se jette  dans la Sélune sur la commune, après avoir traversé cinq communes. 
Le Lair, d'une longueur de 15 km, prend sa source dans la commune de Louvigné-du-Désert et se jette  dans la Sélune en limite de  en limite de la commune et de Saint-Laurent-de-Terregatte, après avoir traversé huit communes. 

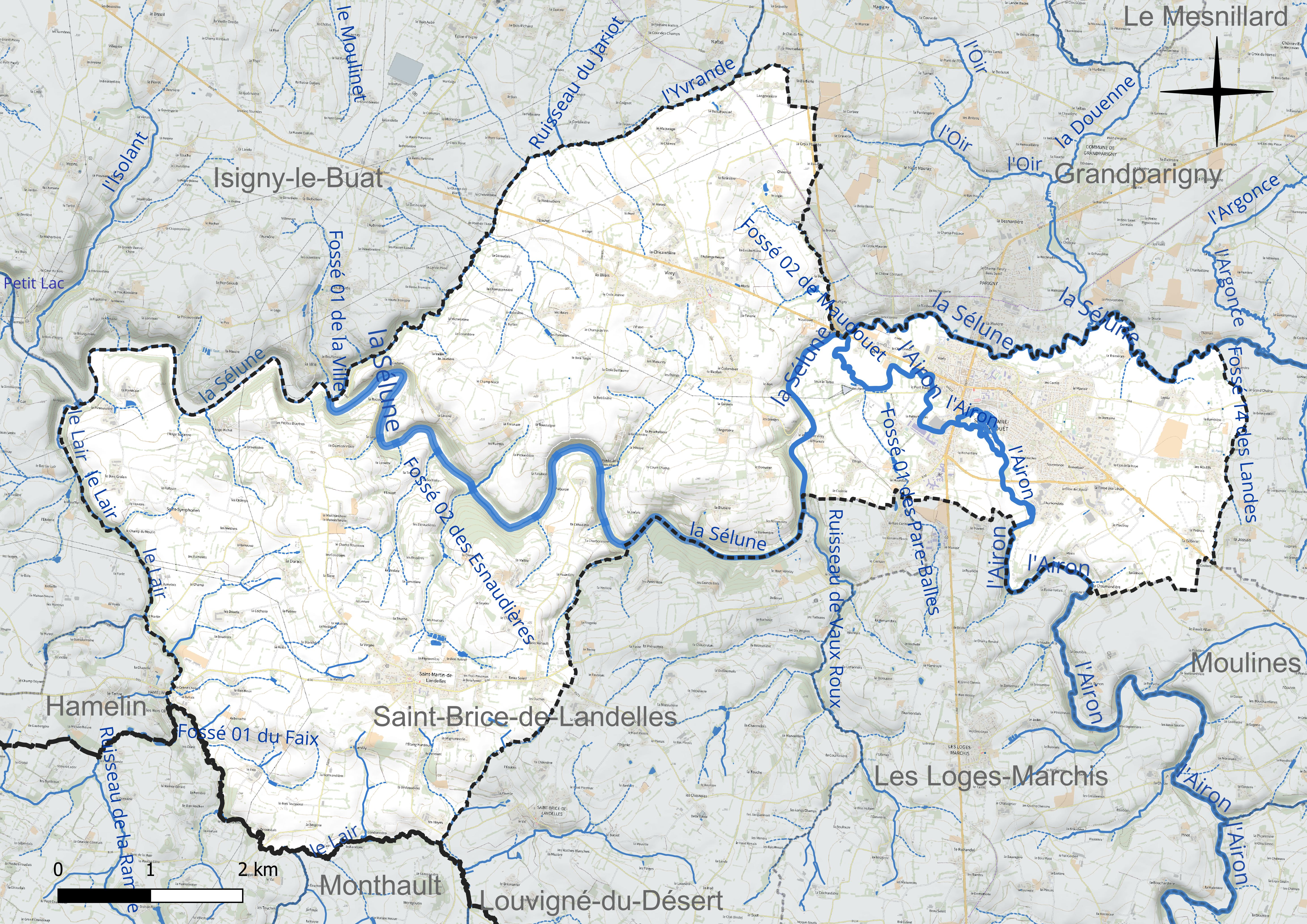
Réseau hydrographique de Saint-Hilaire-du-Harcouët.

Un plan d'eau complète le réseau hydrographique : les étangs du Prieuré (2,3 ha),.

### Climat
Le climat qui caractérise la commune est qualifié, en 2010, de « climat océanique franc », selon la typologie des climats de la France qui compte alors huit grands types de climats en métropole. En 2020, la commune ressort du type « climat océanique » dans la classification établie par Météo-France, qui ne compte désormais, en première approche, que cinq grands types de climats en métropole. Ce type de climat se traduit par des températures douces et une pluviométrie relativement abondante (en liaison avec les perturbations venant de l'Atlantique), répartie tout au long de l'année avec un léger maximum d'octobre à février.
Les paramètres climatiques qui ont permis d’établir la typologie de 2010 comportent six variables pour les températures et huit pour les précipitations, dont les valeurs correspondent à la normale 1971-2000. Les sept principales variables caractérisant la commune sont présentées dans l'encadré ci-après.
| Paramètres climatiques communaux sur la période 1971-2000 - Moyenne annuelle de température : 11 °C - Nombre de jours avec une température inférieure à −5 °C : 1,9 j - Nombre de jours avec une température supérieure à 30 °C : 1,7 j - Amplitude thermique annuelle : 12,5 °C - Cumuls annuels de précipitation : 874 mm - Nombre de jours de précipitation en janvier : 13,7 j - Nombre de jours de précipitation en juillet : 8,3 j |

Avec le changement climatique, ces variables ont évolué. Une étude réalisée en 2014 par la Direction générale de l'Énergie et du Climat complétée par des études régionales prévoit en effet que la  température moyenne devrait croître et la pluviométrie moyenne baisser, avec toutefois de fortes variations régionales. La station météorologique de Météo-France installée sur la commune et mise en service en 1991 permet de connaître en continu l'évolution des indicateurs météorologiques. Le tableau détaillé pour la période 1981-2010 est présenté ci-après.
| Mois                                  | jan.           | fév.           | mars          | avril         | mai           | juin          | jui.          | août          | sep.          | oct.            | nov.            | déc.           | année     |
| ------------------------------------- | -------------- | -------------- | ------------- | ------------- | ------------- | ------------- | ------------- | ------------- | ------------- | --------------- | --------------- | -------------- | --------- |
| Température minimale moyenne (°C)     | 2,5            | 2,5            | 3,6           | 5,2           | 8,6           | 11,2          | 12,8          | 12,6          | 9,7           | 7,9             | 4,8             | 2,2            | 7         |
| Température moyenne (°C)              | 5,4            | 6              | 7,9           | 10,1          | 13,6          | 16,6          | 18,1          | 18            | 15,2          | 12,1            | 8,2             | 5,2            | 11,4      |
| Température maximale moyenne (°C)     | 8,2            | 9,6            | 12,2          | 14,9          | 18,7          | 21,9          | 23,4          | 23,5          | 20,6          | 16,4            | 11,7            | 8,2            | 15,8      |
| Record de froid (°C) date du record   | −12 02.01.1997 | −11,7 11.02.12 | −7,1 01.03.05 | −4,5 11.04.03 | −1,7 06.05.19 | 2,5 01.06.06  | 4,8 31.07.15  | 3 26.08.1993  | 0,8 30.09.18  | −5,5 30.10.1997 | −7,5 23.11.1993 | −11,4 29.12.05 | −12 1997  |
| Record de chaleur (°C) date du record | 16 01.01.22    | 21,5 27.02.19  | 24,2 30.03.21 | 28,2 20.04.18 | 30,3 27.05.05 | 36,3 29.06.19 | 37,5 23.07.19 | 37,5 07.08.20 | 33,3 14.09.20 | 28,3 02.10.11   | 21,5 01.11.15   | 16,8 19.12.15  | 37,5 2020 |
| Précipitations (mm)                   | 89,1           | 73,4           | 67,8          | 66,8          | 75,2          | 54,5          | 66,7          | 62,6          | 78,7          | 99,3            | 106,2           | 106,9          | 947,2     |

## Urbanisme

### Typologie
Au 1er janvier 2024, Saint-Hilaire-du-Harcouët est catégorisée bourg rural, selon la nouvelle grille communale de densité à sept niveaux définie par l'Insee en 2022.
Elle appartient à l'unité urbaine de Saint-Hilaire-du-Harcouët, une agglomération intra-départementale regroupant deux  communes, dont elle est ville-centre,,. Par ailleurs la commune fait partie de l'aire d'attraction de Saint-Hilaire-du-Harcouët, dont elle est la commune-centre,. Cette aire, qui regroupe 8 communes, est catégorisée dans les aires de moins de 50 000 habitants,.

## Toponymie
Voir toponymie de l'ancienne commune.
La paroisse est dédiée à Hilaire de Poitiers, théologien du IVe siècle, docteur de l'Église. Le toponyme Harcouët provient du vicomte Harscoitus de Saint-Hilaire.

## Histoire
Il convient de se reporter aux articles consacrés aux anciennes communes fusionnées.
Le 1er janvier 2016 est créée la commune nouvelle après la fusion des trois communes : Saint-Hilaire-du-Harcouët, Saint-Martin-de-Landelles et Virey.
En juillet 2018, le conseil municipal des Loges-Marchis a refusé d'intégrer le projet d'extension par 8 voix contre 4 sur 13 votants.

## Politique et administration

### Communes déléguées
La commune nouvelle est formée par la réunion de trois anciennes communes.
Les maires de chacune d'entre elles sont devenus maire délégué jusqu'aux élections municipales de 2020.
L'existence des communes déléguées de Saint-Hilaire-du-Harcouët (ancienne commune), Saint-Martin-de-Landelles et Virey est reconduite en 2020 pour la mandature par délibération de conseil municipal.
| Nom                               | Code Insee | Intercommunalité                | Superficie (km2) | Population (dernière pop. légale) | Densité (hab./km2) |
| --------------------------------- | ---------- | ------------------------------- | ---------------- | --------------------------------- | ------------------ |
| Saint-Hilaire-du-Harcouët (siège) | 50P24      | CA Mont-Saint-Michel-Normandie  | 10,12            | 3 675 (2021)                      | 363                |
| Saint-Martin-de-Landelles         | 50515      | CC de Saint Hilaire du Harcouët | 19,91            | 1 102 (2021)                      | 55                 |
| Virey                             | 50644      | CC de Saint Hilaire du Harcouët | 16,94            | 970 (2021)                        | 57                 |

En juillet 2018, le conseil municipal des Loges-Marchis a refusé d'intégrer le projet d'extension par 8 voix contre 4 sur 13 votants.

### Liste des maires
| Période      | Période  | Identité       | Étiquette | Qualité |
| ------------ | -------- | -------------- | --------- | --- |
| janvier 2016 | mai 2020 | Gilbert Badiou | SE        | Assureur |
| mai 2020     | En cours | Jacky Bouvet   | DVD       | Conseiller général puis départemental de Saint-Hilaire-du-Harcouët (depuis 2008) Président du SDIS de la Manche Ancien maire délégué de Saint-Martin-de-Landelles (2016-2020) Ancien maire de Saint-Martin-de-Landelles (2001-2016) |

### Jumelages

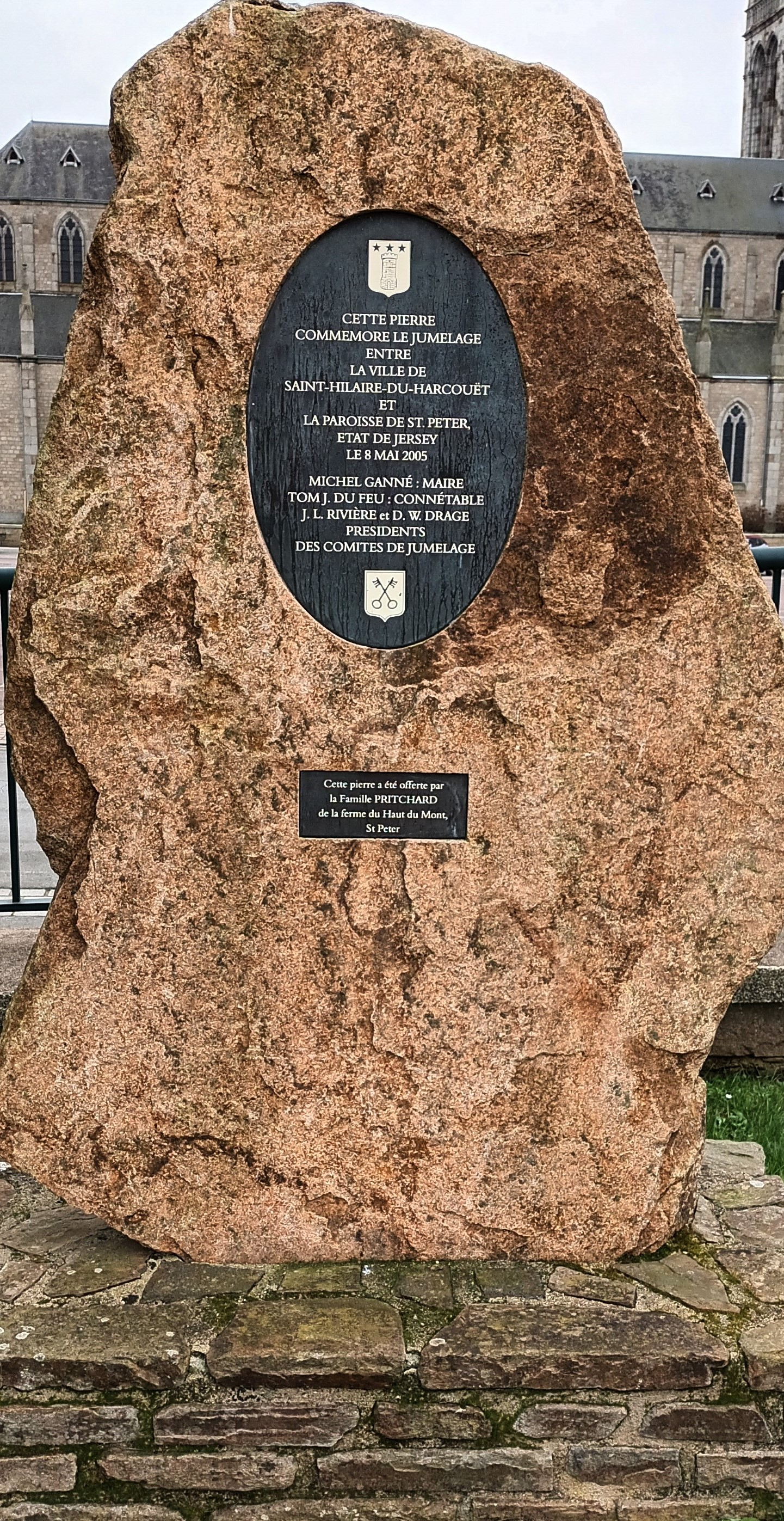
Jumelage avec Jersey.

- Zierikzee (Pays-Bas) depuis 1955.
- Saint-Pierre (Jersey)[44].

## Population et société

### Démographie
L'évolution du nombre d'habitants est connue à travers les recensements de la population effectués dans la commune depuis sa création.

En 2022, la commune comptait 5 735 habitants, en évolution de −6,29 % par rapport à 2016 (Manche : −0,31 %, France hors Mayotte : +2,11 %).
| 2014  | 2015  | 2020  | 2022  |
| ----- | ----- | ----- | ----- |
| 6 130 | 6 081 | 5 769 | 5 735 |

### Manifestations culturelles et festivités

#### Foire Saint-Martin
- La foire Saint-Martin a lieu chaque année début novembre et accueille plus de 150 000 visiteurs. Cette foire presque millénaire était rurale essentiellement agricole à une époque est devenue au fil des ans une foire exposition dans tous les domaines des besoins de la vie quotidienne. La foire est dorénavant thématique : après une foire Saint-Martin aux couleurs de l'Europe et un pôle développement durable en 2008, le thème de l'année 2009 est la Normandie, le pôle du développement durable est intensifié dans le contexte général du développement économique du territoire. La fête foraine aux allures de parc d'attractions avec ses nombreux manèges, les expositions de matériels de plus en plus impressionnants, les posticheurs et vendeurs au « bagout » intarissable sont autant d'images qui surprennent et satisfont les visiteurs. Pendant la foire, la commune accueille également un concours foire, une foire aux bovins, chevaux et poneys et un marché aux chiens.

#### Conservatoire rural

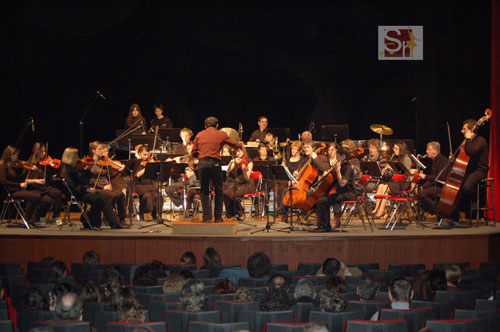
Conservatoire rural de Saint-Hilaire-du-Harcouët.

Le conservatoire rural de musique, de danse et de théâtre est une association loi de 1901, gérée par ses adhérents, avec le soutien financier de la ville de Saint-Hilaire-du-Harcouët et de la communauté de communes, et l’aide technique de la ville.
Ce conservatoire est géré par un bureau propre à chacune des sections musique, danse et théâtre, et par un conseil d’administration pour l’ensemble des activités. Il est affilié à la Confédération musicale de France. L'association propose, dans le cadre du contrat éducatif local, de faire découvrir la musique aux enfants des écoles du canton.
Les cours de musique et de chant choral, de danse classique et de danse modern’jazz ainsi que les cours d’art dramatique (théâtre) sont dispensés par une équipe pédagogique constituée d’un directeur et de 14 professeurs. L’enseignement suit un cursus pédagogique spécifique à chaque discipline, et s’adresse aux enfants (à partir de 4 ans) ainsi qu’aux adultes.
Des manifestations, concerts et spectacles sont organisés tout au long de l’année. Le conservatoire travaille en partenariat avec le milieu scolaire et nombre de structures locales.

#### Sports
- Le Vélo Club Saint-Hilaire-du-Harcouët, est le club de cyclisme de la ville et l’un des plus importants de Normandie dans cette discipline. C’est également la plus vieille association sportive de Saint-Hilaire.
- Le club Saint-Hilaire-Virey-Landelles fait évoluer une équipe de football en ligue de Basse-Normandie et deux autres en divisions de district[46].

#### FestivalDessinator
En 2002 est créé un festival de bande dessinée, Dessinator. Pendant un week-end, des expositions, des ateliers, des rencontres et des dédicaces sont organisés. Mais l'originalité du festival réside surtout dans son tournoi de dessin entre dessinateurs professionnels autour d'un thème qui peut aller de Mozart (en 2003) aux Fables de La Fontaine (en 2008) ou passant par les elfes (en 2004) ou l'espace (en 2011) ou le cheval (en 2014). De nombreux auteurs participent chaque année et un trophée est remis au vainqueur du concours. Moloch est l'auteur le plus couronné du festival avec deux trophées (en 2006 et 2008).

#### FestivalArt en Bars
Créé en 2008, ce festival rassemble chaque année au mois de septembre des milliers de personnes dans les bars de la ville. C'est l'occasion pour de nombreuses familles de découvrir les expositions (sculptures, peintures...), d'assister aux spectacles (concerts, théâtre) et autres démonstrations de savoir-faire d'artistes locaux.

#### Art et sentiers
Tous les étés depuis 2009, cet événement mêle art et randonnée sur l'une des communes du canton. Ainsi, particuliers, artistes amateurs ou confirmés, scolaires, associations ou encore foyers participent à la réalisation d’œuvres éphémères pour le plus grand plaisir des marcheurs.

## Économie
Le marché se tient tous les mercredis matin.
L'hebdomadaire La Gazette de la Manche a son siège dans la commune.
La commune dispose d'une antenne de la Chambre de commerce et d'industrie de Centre et Sud-Manche.

## Culture locale et patrimoine

### Lieux et monuments
Les lieux et monuments de la commune sont ceux des anciennes communes fusionnées.
- Église Saint-Hilaire de Saint-Hilaire-du-Harcouët, néo-gothique XIXe, consacrée en 1855 ; chemin de croix de Fanny Delaage.
- Église Saint-Martin de Saint-Martin-de-Landelles.
- Église Saint-Gervais-et-Saint-Protais de Virey.
- Portail de l'ancien château fort du XVIIe, remonté à l'entrée du cimetière.
- Tour de l'ancienne église servant de baptistère, classée monument historique en 1921[48] : contreforts d'angle, fenêtres en accolade ; fresques de Marthe Flandrin 1947, rénovée dans son intégralité en 2019-2020.
- Manoir du Jardin, inscrit aux Monuments historiques[49] : façades et toitures du logis et de la chapelle vers 1590.
- Chapelle du monastère Sainte-Claire de Saint-Joseph (La Verrière).
- Chapelle Saint-Yves (fin XIVe).

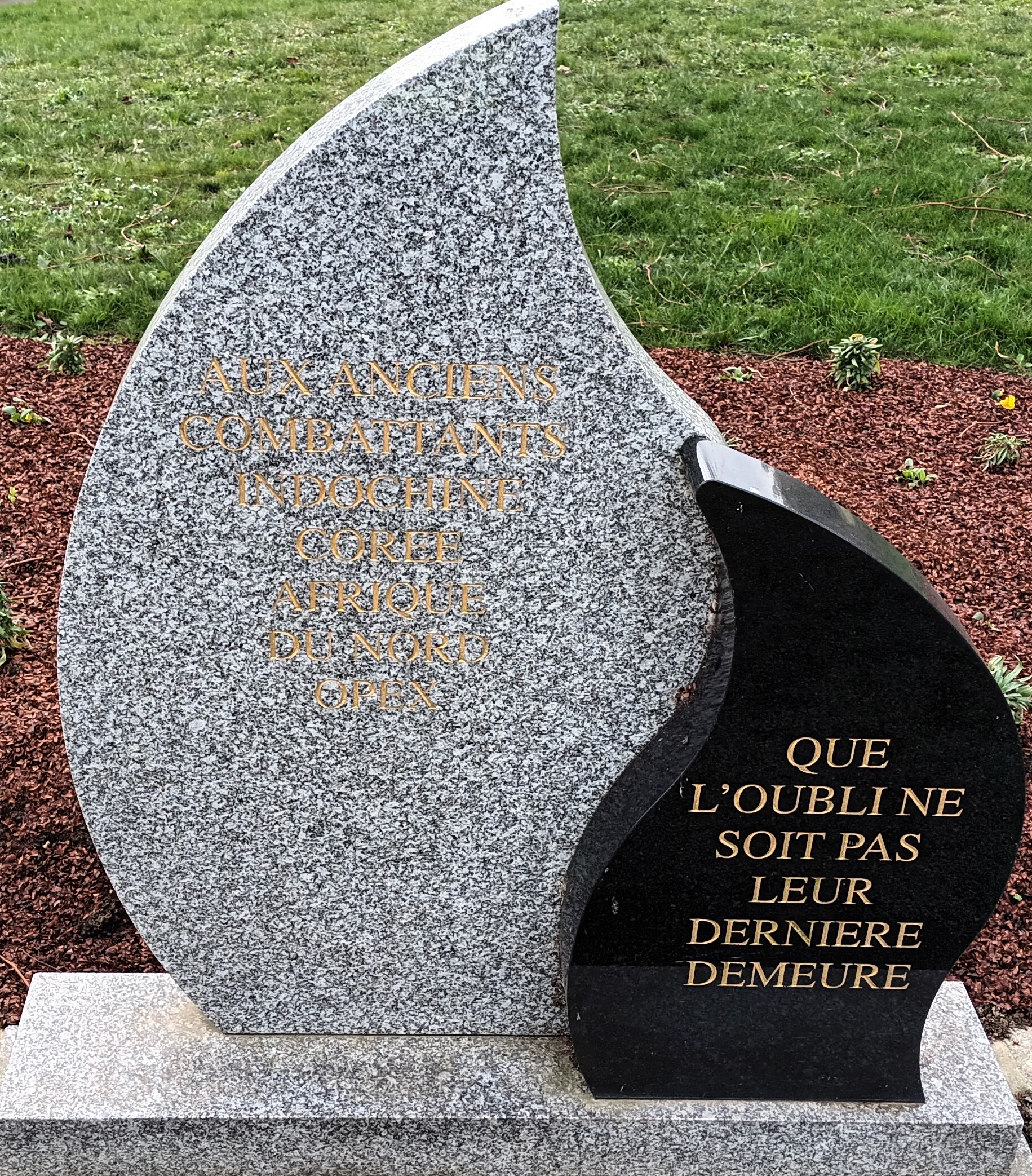

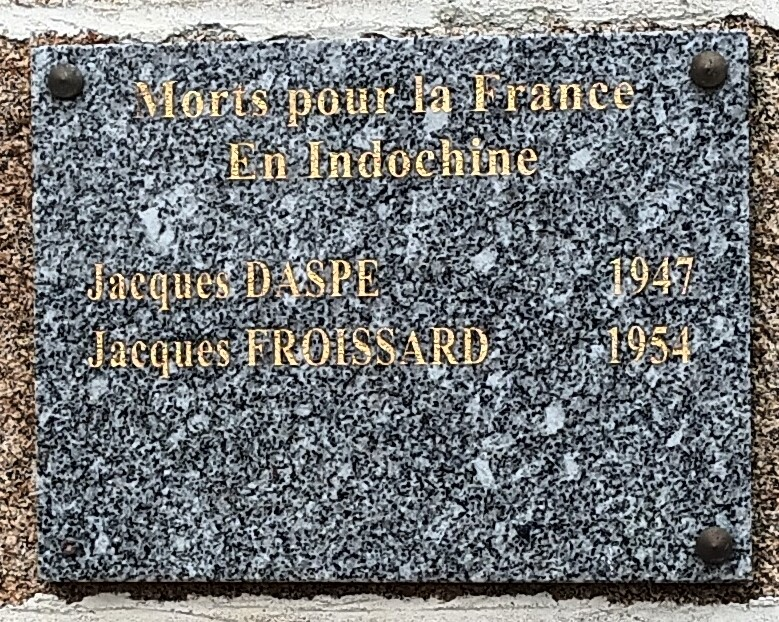

- Jardin public.

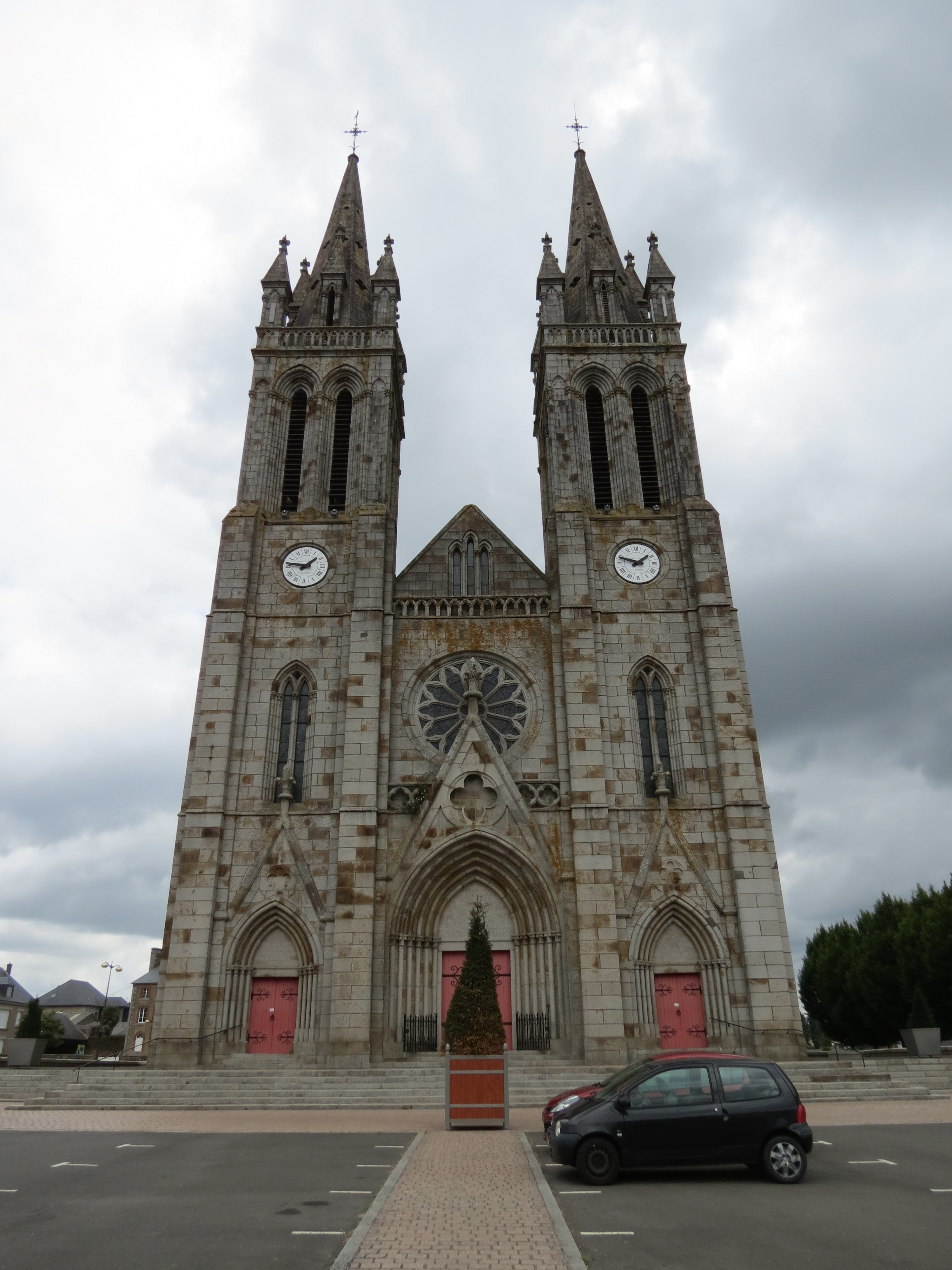
L'église Saint-Hilaire.
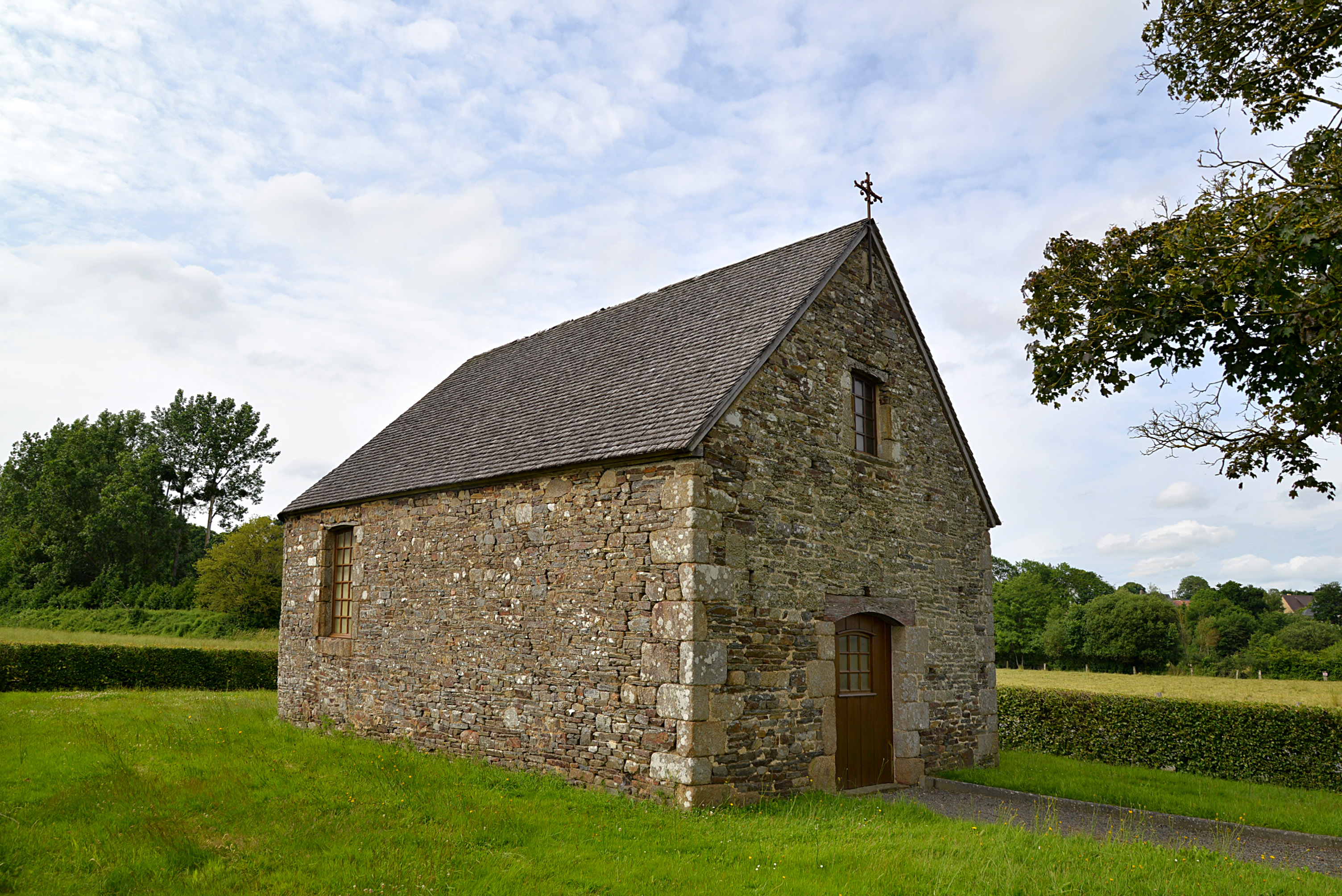
La chapelle Saint-Yves.
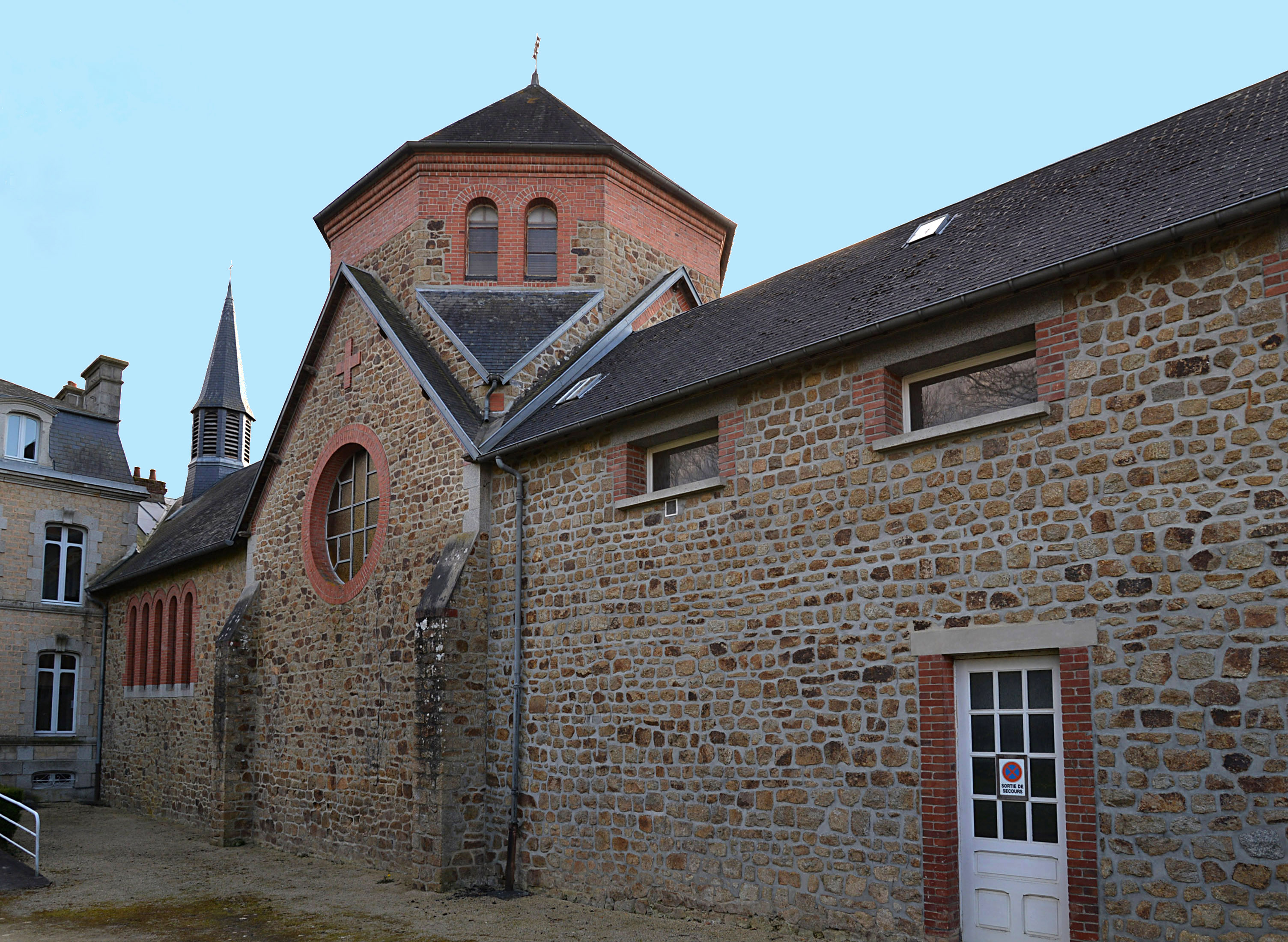
La chapelle du monastère Sainte-Claire.
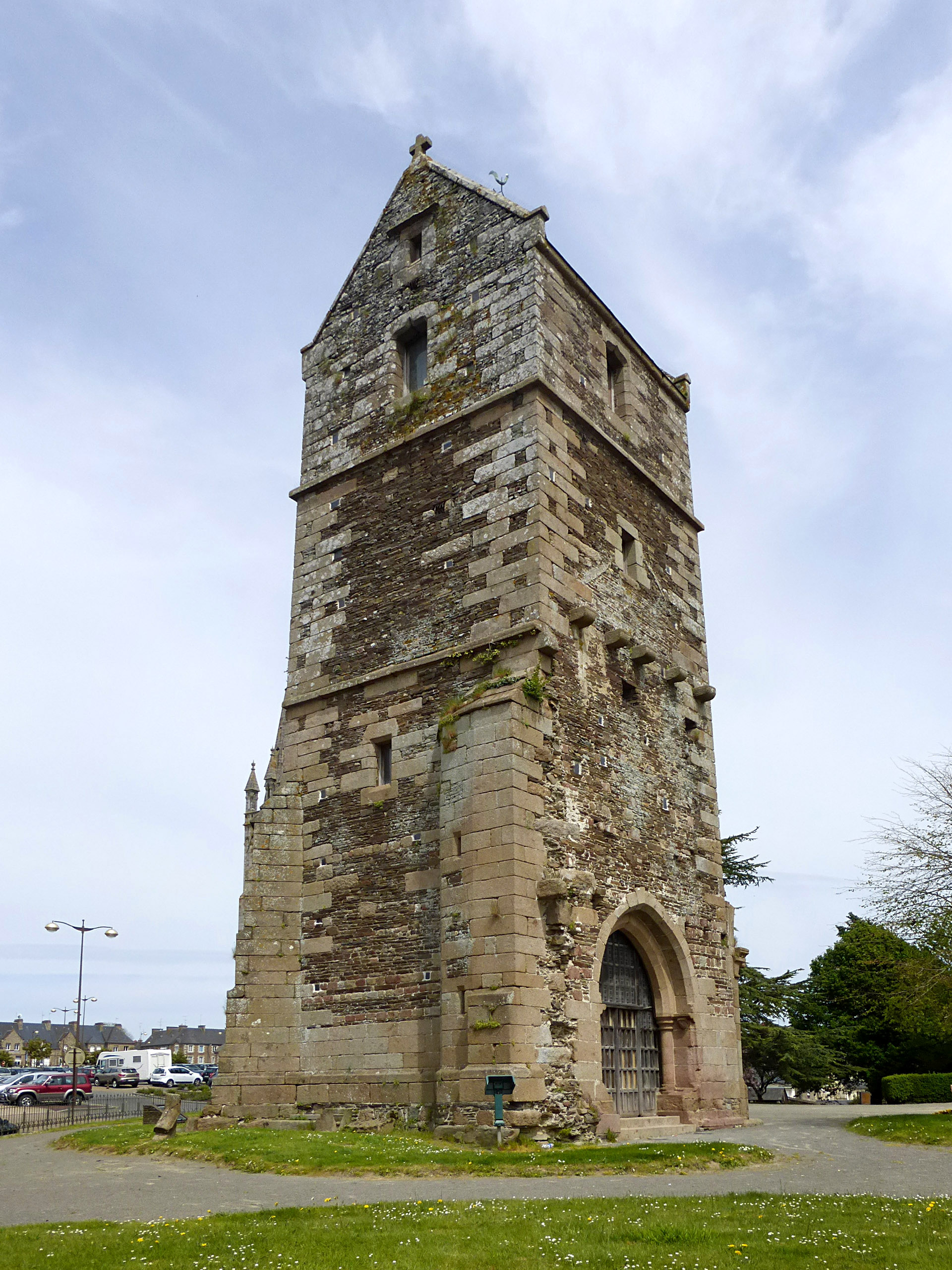
Le clocher de l'ancienne église.

### Personnalités liées à la commune
- François Bécherel (1732–1815), évêque et homme politique né à Saint-Hilaire-du-Harcouet, député du clergé aux états généraux de 1789.
- Jacques-Anne Lerebours de La Pigeonnière (1740, Saint-Hilaire-du-Harcouët - 1826, Saint-Hilaire-du-Harcouët), homme politique.
- Jacques Joseph Bréhier (1800 à Saint-Hilaire-1872), homme politique.
- Gustave Guérin (1873-1949), homme politique né et décédé à Saint-Hilaire-du-Harcouët, maire de Saint-Hilaire-du-Harcouët, député de la Manche puis sénateur.
- François de Tessan (1883 à Saint-Hilaire-1944), homme politique.
- Marin-Marie (1901-1987 à Saint-Hilaire), peintre de marine.
- Achille Zavatta (1915-1993), clown, a vécu à Saint-Hilaire.
- Manu Dibango (1933-2020), saxophoniste et chanteur camerounais, a commencé le saxophone lors de vacances à Saint-Hilaire en 1953[50].
- Robert Le Gall (né en 1946 à Saint Hilaire-du-Harcouët), prélat et liturgiste catholique, abbé de l'abbaye Sainte-Anne de Kergonan de 1983 à 2001, puis évêque de Mende de 2001 à 2006 et archevêque de Toulouse depuis 2006.
- Yves Boudier (né en 1951 à Saint-Hilaire), poète.
- Michael Jones (né en 1952), chanteur, guitariste de Jean-Jacques Goldman, a vécu à Saint-Hilaire[51] en 1978.
- Jean-Claude Bagot (né en 1958 à Saint-Hilaire), coureur cycliste professionnel.
- Mikaël Cherel (né en 1986 à Saint-Hilaire), coureur cycliste professionnel.
- Arnaud Courteille (né en 1989 à Saint-Hilaire), coureur cycliste professionnel.

### Héraldique
| Blason de Saint-Hilaire-du-Harcouët | Blason  | De gueules à la tour d'argent maçonnée de sable surmontée de trois étoiles d'or rangées en chef. |
| Blason de Saint-Hilaire-du-Harcouët | Détails |                                                                                                  |